# Fenomeni (album)
Fenomeni è il quinto album in studio del cantante italiano Piero Pelù, uscito il 18 aprile 2008.

## Il disco
L'album, uscito per la Sony BMG e anticipato dal singolo Tutti fenomeni, segue di un anno il disco dal vivo Storytellers. Rappresenta un'importante novità poiché il suo sviluppo durante le fasi di registrazione e missaggio è stato inserito sul Myspace ufficiale dell'artista come una sorta di diario accessibile in qualunque momento dai fans. La fine delle registrazioni è stata festeggiata il giorno del compleanno del cantautore, con il videoclip della cover Revolution dei The Beatles sul suo Myspace. Questo sarà l'ultimo album di inediti da solista prima del suo ritorno nella storica band che lo ha reso famoso, i Litfiba.

## Tracce
1. Tutti fenomeni (Pelù/Lanza-Pelù) - 3:30
2. Mamma Ma-donna (Pelù) - 3:30
3. Parole diverse (Pelù) - 3:49
4. Viaggio (Pelù/Lanza-Pelù) - 3:50
5. Nato qui (Pelù) - 3:05
6. Verità (Pelù) - 3:05
7. Ti troverai (Pelù) - 4:28
8. Zombies (Pelù/Lanza-Pelù) - 4:37
9. Ufo su Firenze (Pelù) - 5:15
10. Amor diablo (Pelù) - 4:36
11. Il mio nome è mai più  (Pelù) - Versione 2008 - 4:53
12. Revolution (Lennon/McCartney) - Disponibile solo in download a pagamento sul sito di MTV
13. Jeeg Robot l'uomo d'acciaio (Moroni) - Disponibile solo in download a pagamento su ITunes

## Formazione
- Piero Pelù - voce, chitarra
- Saverio Lanza - tastiera, chitarra
- Paolo Baglioni - batteria
- Daniele Bagni - basso
- Davide Ferrario - chitarra
- Alfredo Golino - batteria

## Singoli/Video
- Revolution (videoclip)
- Tutti fenomeni (promo, videoclip)
- Viaggio (promo, videoclip)

## Classifica
| Classifica (2008) | Posizione massima |
| ----------------- | ----------------- |
| Italia            | 3                 |

### Andamento nella classifica italiana degli album
| Posizione | 3 | 9 | 17 | 21 | 28 | 61 | 43 | 54 | 86 |